# Juha Salonen
Juha Heikki Salonen (* 16. Oktober 1961 in Loimaa) ist ein ehemaliger finnischer Judoka. Er war Europameister 1989 und Weltmeisterschaftsdritter 1981.

## Sportliche Karriere
Der 1,84 m große Juha Salonen trat im Schwergewicht und in der offenen Klasse an. 1979 und 1980 gewann er im Schwergewicht jeweils eine Bronzemedaille bei den Junioren-Europameisterschaften. Bei den Weltmeisterschaften 1981 in Maastricht unterlag er im Schwergewichts-Achtelfinale dem Japaner Yasuhiro Yamashita. Mit drei Siegen in der Hoffnungsrunde kämpfte sich Salonen zur Bronzemedaille durch, im Kampf um Bronze bezwang er den Südkoreaner Cho Yong-chul. In der offenen Klasse schied er in seinem ersten Kampf gegen Mathias Schultz aus der DDR aus. 1982 belegte Salonen im Schwergewicht den siebten Platz bei den Europameisterschaften in Rostock. Im Jahr darauf schied er bei den Europameisterschaften 1983 in Paris in seinem ersten Kampf im Schwergewicht aus. In der offenen Klasse bezwang er Fred Olhorn aus der DDR und im Viertelfinale den Italiener Marino Beccacece. Nach seiner Halbfinalniederlage gegen den Belgier Robert van de Walle schlug Salonen im Kampf um Bronze den Schweizer Clemens Jehle. Bei den Olympischen Spielen 1984 in Los Angeles trat Salonen in der Offenen Klasse an. Er verlor seinen einzigen Kampf gegen den Rumänen Mihai Cioc nach 3:33 Minuten.
1985 bei den Europameisterschaften in Hamar unterlag Salonen im Schwergewichts-Halbfinale dem Deutschen Alexander von der Groeben, den Kampf um Bronze gewann er gegen den Bulgaren Dimitar Saprjanow. Gegen Saprjanow schied er drei Tage später im ersten Kampf in der offenen Klasse aus. Bei den Weltmeisterschaften 1985 schied Salonen im Schwergewicht gegen Saprjanow und in der offenen Klasse gegen den Franzosen Christian Vachon aus. 1986 belegte Salonen in der offenen Klasse den zweiten Platz bei den Weltmeisterschaften der Studierenden.  1987 schied er sowohl bei den Europameisterschaften in Paris als auch bei den Weltmeisterschaften in Essen frühzeitig aus. Bei den Europameisterschaften 1988 in Pamplona belegte Salonen den fünften Platz im Schwergewicht. Die offene Klasse stand bei den Olympischen Spielen 1988 in Seoul nicht mehr auf dem Programm. Salonen gewann seine zwei ersten Kämpfe im Schwergewicht gegen den Chinesen Xu Guoqing und Steve Cohen aus den Vereinigten Staaten. Im Viertelfinale unterlag er Henry Stöhr aus der DDR vorzeitig und in der Hoffnungsrunde verlor er gegen den Ungarn István Dubrovszky.
1989 fanden die Europameisterschaften in Helsinki statt. Vor heimischem Publikum siegte Salonen in der offenen Klasse; er bezwang im Viertelfinale den Ungarn László Tolnai, im Halbfinale den Belgier Harry Van Barneveld und im Finale Frank Möller aus der DDR. Bei den Europameisterschaften 1990 belegte Salonen den siebten Platz in der offenen Klasse. 1991 bei den Weltmeisterschaften in Barcelona trat Salonen im Schwergewicht an. Im Achtelfinale bezwang er Frank Möller, im Viertelfinale unterlag er Igor Muller aus Luxemburg. Mit Siegen in der Hoffnungsrunde über den Spanier Ernesto Pérez und Harry Van Barneveld erreichte Salonen den Kampf um Bronze, den er gegen den Japaner Naoya Ogawa verlor. 1992 trat Juha Salonen bei den Olympischen Spielen in Barcelona an. Nach 4:44 Minuten gegen den Niederländer Dennis Raven war Salonen ausgeschieden.
Salonen gewann acht finnische Meistertitel im Schwergewicht: 1980, 1981, 1983, 1984, 1985, 1988, 1991 und 1993.